# Подберевское
Подберевское — деревня в Вологодском районе Вологодской области.
Входит в состав Семёнковского сельского поселения, с точки зрения административно-территориального деления — в Семёнковский сельсовет.
Расстояние по автодороге до районного центра Вологды — 14,5 км, до центра муниципального образования Семёнково — 6,5 км. Ближайшие населённые пункты — Михальцево, Сулинское, Дмитриево, Кувшиново, Варламово, Марьинское.
По переписи 2002 года население — 43 человека (19 мужчин, 24 женщины). Всё население — русские.
В реестр населённых пунктов Вологодской области в 1999 году внесена под названием Подберезское. Изменение внесено в 2001 году.